# Julius Nürnberger
Julius Nürnberger (* 30. Mai 1883 in Nürnberg; † 24. Januar 1952 ebenda) war ein deutscher Rechtsanwalt und Mitglied des Bayerischen Senats.

## Leben
Nürnberger ging 1902 vom humanistischen Melanchthon-Gymnasium  in Nürnberg mit Abitur ab und studierte Rechtswissenschaften in Erlangen, Nancy, München und Berlin. 1906 legte er das erste Staatsexamen und 1909 das zweite Staatsexamen ab. Nachdem er 1910 die Zulassung als Rechtsanwalt beim Landgericht Nürnberg erhalten hatte, eröffnete er eine eigene Anwaltskanzlei. 1915 erhielt er die Zulassung als Anwalt beim Oberlandesgericht Nürnberg. Er galt 1933 als einer der bekanntesten Rechtsanwälte Nürnbergs.
Von 1913 war er Vorstandsmitglied der AOK Nürnberg, zeitweise auch Vorsitzender und stellvertretender Vorsitzender. Von 1915 bis 1933 war er Vorsitzender des Landesverbands bayerischer Krankenkassen und von 1929 bis 1933 Vorstandsmitglied des Hauptverbands deutscher Krankenkassen.
Nürnberger war mit einer Deutschen in einer damals sogenannten Mischehe verheiratet. Wegen dieser Ehe war er von der Deportation der Nürnberger Juden Ende 1942 ausgenommen. Nachdem ihm die Weiterführung des Rechtsanwaltsberufes untersagt worden war und die Kanzleiräume während der Reichspogromnacht verwüstet worden waren, wurde er für die israelitische Kultusgemeinde tätig, unter anderem als Fahrer des Leichenwagens. Im Juni 1943 wurde er von der Gestapo zum „Vertrauensmann“ ernannt.
Er konnte so bis 1945 überleben und wurde dann durch die amerikanischen Besatzungsbehörden wieder als Rechtsanwalt zugelassen.
1945 war er Mitbegründer und Vorsitzender der israelitischen Kultusgemeinde in Nürnberg. Er hatte sie unmittelbar nach Kriegsende mit Adolf Hamburger und Paul Baruch wiederbegründen können. Auch Baruch und Hamburger hatten in Nürnberg überleben können. Diese drei Männer bestimmten die folgenden zwei Jahrzehnte das Gemeindeleben maßgeblich.
Vom 4. Dezember 1947 bis zum 31. Dezember 1951 war er als Vertreter der Gruppe Wohltätigkeitsorganisationen Mitglied des Bayerischen Senats.
In der Trauerrede hieß es über Nürnberger:

„Mit ihm ist ein hervorragender, pflichtbewusster Anwalt, ein gütiger, Gegensätze stets ausgleichender bescheidener Mensch, eine charaktervolle, aufrechte Persönlichkeit dahingegangen. Die Anwaltschaft Nürnbergs und des gesamten Oberlandesgerichtsbezirkes hat durch sein Ableben einen schweren Verlust erlitten und betrauert in ihm einen ihrer Besten. Sein über 40-jähriges berufliches Wirken zum Wohle seiner Klienten, seine Hilfsbereitschaft gegenüber Allen und seine vorbildliche Berufsauffassung bleiben uns unvergessen.“

## Schriften
- Konkurriert das Anfechtungsrecht wegen widerrechtlicher Bestimmung durch Drohung gem. § 123 BGB mit dem Ersatzanspruch aus unerlaubter Handlung nach § 823 I BGB (widerrechtliche Verletzung der Freiheit)? – Erlangen, Diss., 1922.